# بذلة أدلي

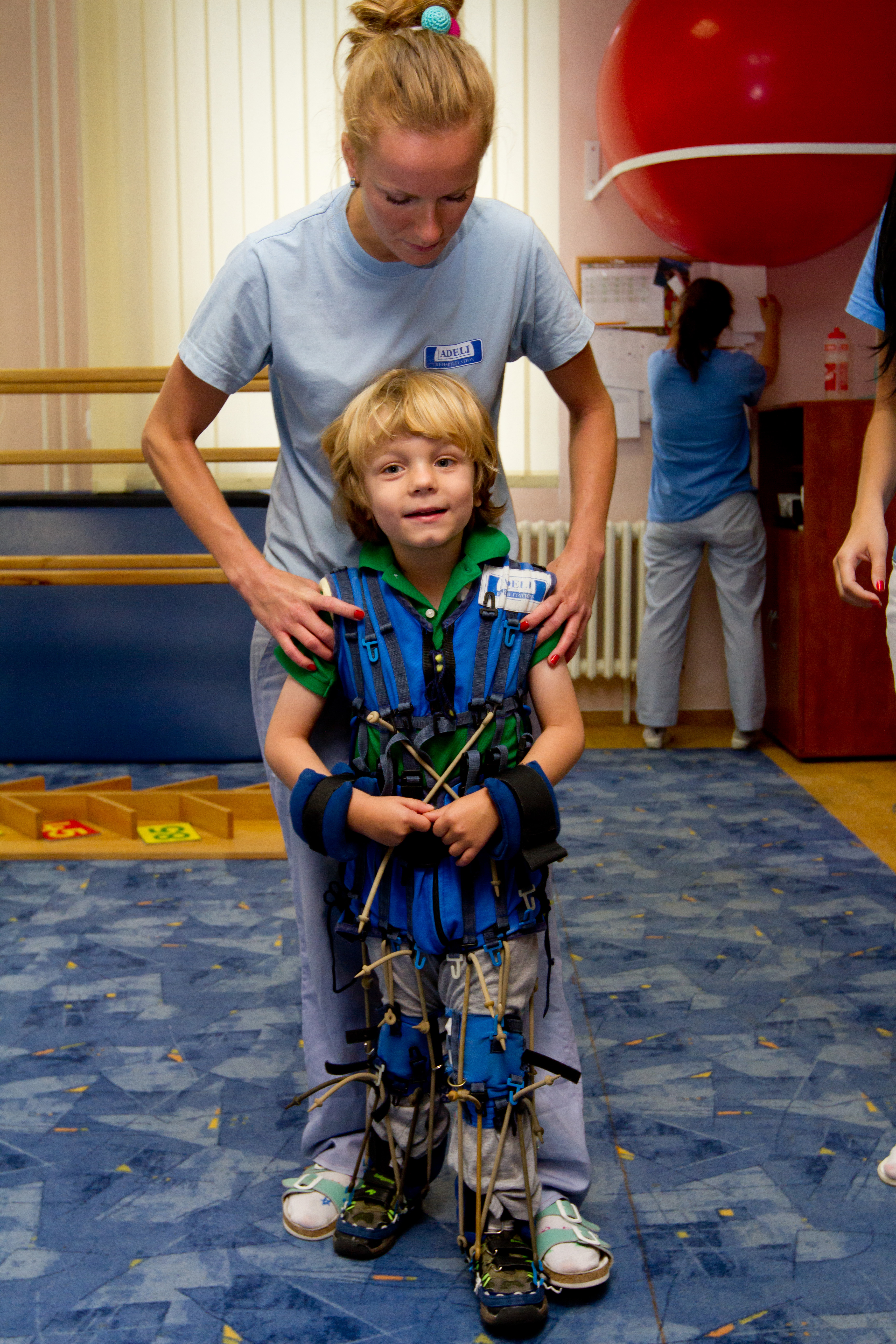
بذلة أدلي في مركز أدلي الطبي.

يعود أصل بدْلة أدلي (ADELI Suit) إلى مركز أبحاث الفضاء الروسي الذي قام بتصميمها عام 1971 م.[بحاجة لمصدر] حيث كان هدفها الرئيسي إيجاد طريقة للتخفيف من الآثار الضارة التي يسببها انعدام الجاذبية على أجسام رواد الفضاء خلال مكوثهم لوقت طويل في الفضاء. ومع ذلك، تستخدم البذلة الآن لعلاج الإعاقات الحركية الناتجة عن الشلل الدماغي عند الأطفال، وفي الحالات العصبية الناتجة عن خلل في الدماغ والنخاع الشوكي.

## الخلفية التاريخية - سباق الفضاء-
إن الحرب الباردة وسباق الفضاء بين أمريكا والاتحاد السوفيتي أخذ حيزا آخر ما بين (1960م-1970م) من خلال تنافسهم في مجال السفر إلى الفضاء. العديد من الجهود بُذِلَت لتأمين نمط معيشي في الفضاء قبل إرسال الإنسان من قِبَلِهِمَا. أرسل السوفييت بعض الكلاب إلى الفضاء والولايات المتحدة قامت بإرسال الشمبانزي.(أُرسل الكلب لايكا لايكا في نوفمبر عام1957 م، وتلاه بيلكا وستريلكا على متن القمر الصناعي سبوتنيك [Sputnik
5] في أغسطس عام 1960 م، وأرسلت أمريكا أول شامبانزي في يناير ونوفمبر عام 1961 م، على متن القمر الصناعي ميركوري. بقي السوفييت سبّاقا للولايات المتحدة في هذا المجال حتى أواخر الستينات (أول قمر صناعي، أول حيوان في الفضاء، أول تحليق فوق القمر، إقامة أول مشروع يطمح لوصول الإنسان إلى سطح القمر، أول صورة التقطت للجانب الآخر للقمر، أول إنسان يصل الفضاء، أيضا أول امرأة في الفضاء مما سمح بامتلاك مجمع عسكري ضخم، واستثمار مبالغ هائلة في مجال البحث والتطوير في مجال السفر إلى الفضاء.
أول رحلة بشرية إلى الفضاء لم تستغرق سوى ساعات أو ربما أيام. من المشاكل الكبيرة التي كانت تواجه هذا العمل الدؤوب هي عدم الاهتمام بمدى جاهزية روّاد الفضاء بَدَنِيَّا، مع أن المكوث في الفضاء ولو لفترة قصيرة يسبب الكثير من الآثار السلبية على صحتهم. ظروف انعدام الوزن (فقدان الجاذبية) وقلة الحركة سببت وبشكل مباشر تراجعا كبيرا في الجهاز الحركي لرائد الفضاء عضلات، عظام، والجهاز العصبي المركزي والطرفي خلال ساعات، وعند عودته إلى الأرض يجد نفسه مجبرا على التكيف مع جاذبية الأرض، ويواجه العديد من المشاكل مثل صعوبة الوقوف، وثبات النظر إلى الأشياء، المشي، الدوران. وتزداد هذه الاضطرابات بازدياد مدة التعرض لقلة الجاذبية. إن هذه الأعراض مشابهة تماما للذين يعانون من سوء الوظائف الحركية
للدماغ والجهاز الحركي. غالبا ما يحتاج رائد الفضاء لمدة طويلة من إعادة التأهيل المكثفة ليعود إلى الحالة الطبيعية. على أي حال وجد
الاتحاد السوفيتيي حلا لرواد الفضاء ليبقوا معافين سليمي الأجسام في الفضاء لعدة شهور على خلاف الولايات المتحدة التي كانت تُجبر أن تعيد رواد الفضاء بعد عدة أيام من وصولهم الفضاء.

## اختراع البذلة
التقدم المفاجئ في مجال سفر البشر إلى الفضاء كان وراء اختراع بذلة مرنة خاصة تم اختراعها في مركز علم الطيران وطب الفضاء الروسي في أواخر الستينات. قام علماء الفضاء في الاتحاد السوفييتي بتصميم وتطوير شكل مبدئي للباس الديناميكي الصحيح والذي سمي «بذلة البطريق» التي تؤمن لمن يلبسها ضغطا شديدا على الجلد والعضلات والعظام حتى في انعدام الجاذبية. وبالتالي لم يعُد رواد الفضاء يعانون من آثار المكوث لفترات طويلة في بيئة خالية من الجاذبية. كما قام العلماء وفريق إعادة التأهيل الطبي بوضع برنامج تدريب مكثف لإعادة وبناء عمل الوظائف الحركية والمستقبلات الحركية لرواد الفضاء بشكل سليم. كانت البذلة نوعا ما بسيطة التركيب حيث كانت تتكون من حذاء، وسائد للركبتين، سروال، وأيضا وسائد للأكتاف، وكلها متصلة مع بعضها بأربطة مطاطية مرنة. وتوضع الأربطة المطاطية بحيث تكون مشابهة لموقع أزواج العضلات المتضادة، وبالتالي تضمن وظيفتين رئيسيتين: زيادة الوزن بشكل محوري على الجسم بما يعادل 40 كغ، إضافة مقاومة لكل حركة يقوم بها رائد الفضاء. بالمحصلة سيقوم الجهاز بتطبيق قوة على الجسم مشابهة لتأثير الجاذبية الأرضية، وبالتالي تحمي الجسم والدماغ من الضرر الذي يسببه مكوثهم في الفضاء. قبل أن يقلد الأمريكان بزة الفضاء الروسية كان الاتحاد السوفييتي قد تميّز واستفاد من بقاء رواد الفضاء الروس لأشهر قبل عودتهم للأرض بحالة صحية جيدة بعكس رواد الفضاء الأمريكيين.

## بذلة الفضاء في مجال الطب
لعدة سنوات استعملت ما تسمى ببذلة بينغوين أو بذلة البطريق (بزة رواد الفضاء) بنجاح مع رواد الفضاء لمساعدتهم في منع الإعاقة الحركية. مع تقدم روسيا وانفتاحها فإن تقنية هذه المعالجة عن طريق البدلة انتقلت وتشاركت مع من يعمل في مجال إعادة التأهيل. إن آثار قلة الوزن (فقدان الجاذبية) كانت نتائجها شبيهة بالمشاكل الفيزيائية الموجودة في مرضى التشوهات الحركية لهذا السبب قرر العاملون في هذا المجال التعديل على البدلة وجعلها تستعمل في علاج الشلل الدماغي. قام فريق طبي في جمعية طب الأطفال في الأكاديمية الروسية للعلوم الطبية بتطوير أول بدلة علاجية في أوائل التسعينيات. اثنان من المساعدين في اختراع البذلة البروفيسور انيسا كوزلوفاسكايا والبروفسور كزينيا سيميى نوفا قررّا جمع الميزات الموجودة في البذلة وتوظيفها في علاج الحالات العصبية الخطيرة وخاصة في الأطفال. في عام 1994 م تم إعطاء جهاز التدريب الذي يزيد الوزن المطبٌّق على الجسم براءة اختراع في جميع أنحاء العالم من قبل المنظمة العالمية الخاصة في المجال الذهني من خلال تطبيقها في الطب خاصة في إعادة التأهيل لمرضى الشلل الدماغي وفي الحالات العصبية المشابهة.
إن هذا الاكتشاف كان من وراء ما يسمى «نظام مضاد الجاذبية الوظيفي» وهو برنامج موجود في الجهاز العصبي المركزي. يسهل هذا البرنامج على الإنسان السليم التعامل مع الجاذبية الأرضية في كل حركة يؤديها كالجلوس والوقوف والمشي وتحريك اليدين وهكذا. أما في حالة الأشخاص ذوي الإعاقة الدماغية الذين يمضون حياتهم على الكرسي المتحرك أو في السرير فإن هذا النظام يكون معطلا لديهم أو أنه غير مكتمل بشكل جيد. بعد عدة أشهر من البحث والتعديل من قبل البروفيسور كوزلوفسكيا والبورفسور سيمينوفا وبعد عدة تطبيقات اخترعوا البدلة العلاجية «أدِلي». اشتُق اسم أدلي من النموذج الأولي وهو بذلة البينغوين لذلك سميت بالبداية أدلي بينغوين.
بعد عدة دراسات أولية بواسطة البروفسور سيمينوفا،  وتطوير طرق تطبيقية نظرية تم شرحها بآلاف الصفحات، تم الاعتراف بالبذلة من قبل الطب التقليدي، وقد استخدمت البذلة بشكل كبير في روسيا ضمن مراكز إعادة
التأهيل للأطفال المصابين بالشلل الدماغي. كان اسم البرنامج الذي يقدمه بوريس إيلتسن «الأطفال المعاقين».

## إنشاء البذلة
صممت البذلة بحيث تقوم بتطبيق نظام طبيعي من القوى على الجسم، فتثبت الجذع لتسمح بتحريك الأطراف بشكل سلس ومتناسق أكثر.تستخدم البدلة نظام الأشرطة المطاطية والبَكَرَة التي تُنشئ قوة معاكسة لقوة حركة الجسم، لتساعد في منع ضمور العضلات وتقلل من هشاشة العظام. تتألف من سترة وسروال وواقية للركبة وحذاء، وأحيانا خوذة للرأس، وجميعها موصولة بطريقة خاصة بحبال مرنة قادرة على الشّدّ بشكل ملائم. الفكرة من بدلة أدلي هي أنه من خلال العلاج الحركي سيتم تحفيز الدماغ وبالتالي يعود للتمييز من جديد وبالنهاية ستقوم بتعليم الحركة الصحيحة للعضلات.

## فوائد البذلة
صرح مركز أدلي الطبي بأن البذلة أثرت في إعادة كتابة طرق رد الفعل الطبيعي بشكل جديد في أمراض طريق المشابك العصبية والحركية التي تمارس الآثار العلاجية على أجزاء الجهاز العصبي المركزي المسؤولة عن النشاط الحركي. من الفوائد المعروفة للبدلة هي الاستقرار الخارجي للحركة، إعادة التوتر العضلي لحالته الطبيعية، إعادة الجسم لحالته الطبيعية، إعادة طريقة المشي لحالتها الطبيعية، توفير التنبيه اللمسي، تحسين التوازن، دعم العضلات الضعيفة، وتقوية العضلات التي تعمل بشكل جيد، ارتخاء العضلات المصابة بالتشنج، وتحسين التنسيق في الحركة.
أصبحت هذه البدلة العلاجية موصى بها لعلاج الشلل الدماغي، وأيضا أوصى المنتجون باستخدامها لعلاج اضطرابات عصبية أخرى بمافيها بطء النمو، إصابة الدماغ الناجمة عن الصدمات، بعد السكتة الدماغية، في مرض الترنح وعدم القدرة على تنسيق حركة العضلات، والأمراض التي تتميز بالحركات اللاإرادية في الأصابع والأطراف، وفي الشلل التشنّجي، وضعف توتر العضلات. وقد يمنع استخدام البذلة مع مرضى الخلع الجزئي (أكثر من 50 %)في مفصل الورك أو في حالات انحناء العمود الفقري الشديد، وتستخدم بشكل حذر مع مرضى النوبات القلبية غير المتحكم بها، ومرضى الانفصال الجزئي في المفصل الوركي، ومرضى استسقاء الدماغ (تراكم غير طبيعي للسوائل في الرأس)، ومرضى السكري، والمرضى الذين يعانون من مشاكل في الكلى وارتفاع الضغط.

## النتائج طويلة الأمد
نتائج الإعادة التأهيلية في التحكم بالحركة من خلال العلاج ببذلة أدِلي تستقر بشكل متميز بعد إكمال التدريب المكثف. وأثبتَ بحث أجري
على أطفال بعد علاجهم بواسطة بذلة أدِلي احتفاظهم بمهارات الحركة لوقت طويل حال إنهائهم برنامج العلاج. على أي حال، لا تزال النتائج طويلة الأمد بحاجة إلى أبحاث أضافية.